# Tsgabu Grmay
Tsgabu Gebremaryan Grmay (Mekele, 25 de agosto de 1991) es un ciclista etíope que fue profesional desde 2012 hasta 2023, retirándose de manera definitiva tras participar en el Tour de Ruanda del año siguiente.
Después de estar dos años en el Centro Mundial de Ciclismo (CMC) en Aigle (Suiza), en 2012 fichó por el equipo sudafricano MTN Qhubeka, equipo en el que estuvo tres temporadas para luego dar el salto al ciclismo de primer nivel con el equipo italiano Lampre-Merida, convirtiéndose en el primer ciclista etíope del equipo y el segundo africano en correr en dicho equipo.

## Palmarés
2012
- 2.º en el Campeonato Africano Contrarreloj

2013
- Campeonato de Etiopía en Ruta
- Campeonato de Etiopía Contrarreloj
- 1 etapa del Tour de Taiwán

2014
- Campeonato de Etiopía en Ruta
- Campeonato de Etiopía Contrarreloj

2015
- Campeonato Africano Contrarreloj
- Campeonato de Etiopía Contrarreloj
- Campeonato de Etiopía en Ruta

2016
- 2.º en el Campeonato Africano Contrarreloj

2017
- Campeonato de Etiopía Contrarreloj

2018
- Campeonato de Etiopía Contrarreloj

2019
- Campeonato de Etiopía Contrarreloj

2023
- Campeonato de Etiopía Contrarreloj
- 2.º en el Campeonato de Etiopía en Ruta

## Resultados en Grandes Vueltas y Campeonatos del Mundo
| Carrera              | Carrera              | 2012 | 2013 | 2014 | 2015  | 2016 | 2017 | 2018 | 2019 | 2020 | 2021 | 2022 | 2023 |
| -------------------- | -------------------- | ---- | ---- | ---- | ----- | ---- | ---- | ---- | ---- | ---- | ---- | ---- | ---- |
|                      | Giro de Italia       | —    | —    | —    | 91.º  | —    | —    | —    | —    | —    | —    | —    | —    |
|                      | Tour de Francia      | —    | —    | —    | —     | 92.º | 73.º | Ab.  | —    | —    | —    | —    | —    |
|                      | Vuelta a España      | —    | —    | —    | 125.º | 62.º | —    | —    | 62.º | 54.º | —    | —    | —    |
| Mundial en Ruta      | Mundial en Ruta      | —    | —    | —    | —     | —    | —    | Ab.  | —    | —    | —    | —    | —    |
| Mundial Contrarreloj | Mundial Contrarreloj | —    | —    | —    | —     | —    | —    | 39.º | —    | —    | —    | —    | —    |

—: no participa

Ab.: abandono

## Equipos
- MTN Qhubeka (2012-2014)
- Lampre-Merida (2015-2016)
- Bahrain Merida (2017)
- Trek-Segafredo (2018)
- Mitchelton/BikeExchange/Jayco (2019-2023)
  - Mitchelton-Scott (2019-2020)
  - Team BikeExchange (2021)
  - Team BikeExchange-Jayco (2022)
  - Team Jayco AlUla (2023)